# Bernard Leene
Bernardus Petrus „Bernard“ Leene (* 15. Februar 1903 in Den Haag; † 24. November 1988 in Amsterdam) war ein niederländischer Bahnradsportler und Olympiasieger.
1925 und 1927 wurde Bernard Leene niederländischer Vize-Meister im Sprint der Amateure. 1925 startete er bei den Bahn-Weltmeisterschaften in Amsterdam und belegte bei den Amateur-Sprintern Rang drei. 1928 fanden die Olympischen Sommerspiele, ebenfalls in Amsterdam, statt, und Bernard Leene gewann vor heimischem Publikum gemeinsam mit Daan van Dijk die Goldmedaille im Tandemrennen. In den folgenden Jahren stand er bei nationalen Meisterschaften im Sprint mehrere Male auf dem Podium. Bei den Olympischen Spielen 1936 errang er im Tandemrennen eine zweite olympische Medaille, dieses Mal in Silber, gemeinsam mit Henk Ooms.
Leene stammte aus einer Radsport-Familie: Auch seine vier Brüder waren Radrennfahrer; der elf Jahre ältere Bruder Gerard Leene wurde als Profi fünfmal niederländischer Meister im Scratch und Sprint. Auch Bernard Leenes Nachfahren sind sportlich: Seine Enkelin Monique Rodahl war eine Weltklasse-Schwimmerin, die bei den Olympischen Spielen 1976 für Neuseeland startete.
Das „goldene“ Tandem von Leene und Van Dijk ist im Olympiastadion Amsterdam ausgestellt. In den Kriegsjahren hatten van Dijk und seine Frau das Rad benutzt, um zu „hamstern“.